# Illidio di Clermont
Illidio di Clermont (in latino: Illidius o Illirius, in francese: Alyre; ... – 384) è stato un vescovo francese.
È venerato come santo dalla Chiesa cattolica.

## Biografia
La tradizione riferisce dettagli riguardo alla sua morte che sarebbe avvenuta nel 384, al ritorno da un viaggio compiuto a Treviri; sarebbe stato convocato dall'imperatore Magno Massimo, che gli avrebbe chiesto di guarire sua figlia, posseduta dal demonio. Illidio viene in effetti invocato per l'esorcismo dei posseduti, come Ciriaco di Roma o Maturino di Langres.
Le sue spoglie furono inumate in un sobborgo a nord di Clermont; in epoca successiva, un'abbazia benedettina venne eretta nei pressi della sua tomba e delle sue reliquie.

## Culto
Sant'Illidio viene ricordato nel Martirologio Romano il 5 di giugno:
(Martirologio Romano. Riformato a norma dei decreti del Concilio ecumenico Vaticano II e promulgato da papa Giovanni Paolo II, Libreria editrice vaticana, Città del Vaticano 2004, p. 451)